# Jesse Thoor
Jesse Thoor (* 23. Januar 1905 als Peter Karl Höfler in Berlin; † 15. August 1952 in Lienz/Osttirol) war ein deutsch-österreichischer Schriftsteller.

## Leben
Jesse Thoor war der Sohn eines Tischlers, der aus Oberösterreich 1904 nach Berlin gekommen war. Die Familie kehrte aber bald wieder in die Heimat zurück. Thoor besuchte die Volksschule und begann anschließend eine Lehre, zunächst als Zahntechniker, dann als Feilenhauer. Er arbeitete in Linz und Steyr, begab sich aber früh auf Wanderschaft quer durch Europa. Sein Vagantenleben führte ihn nach Italien, Spanien, Ungarn und die Niederlande, wobei er zeitweise als Heizer in der Küstenschifffahrt arbeitete. Nach seiner Rückkehr nach Berlin verkehrte er in linken Kreisen und wurde Mitglied der KPD und des Rotfrontkämpferbundes.
Nach der Machtergreifung der Nationalsozialisten ging Thoor 1933 nach Österreich. Er lebte in Wien und arbeitete als Tischler, Bildhauer und Silberschmied. Nach dem „Anschluss“ Österreichs 1938 floh er nach Brünn in der Tschechoslowakei. Hier nahm er sein Pseudonym „Jesse Thoor“ an, nach dem Propheten Jesaja und dem germanischen Donnergott Thor. Im Dezember 1938 erhielt er, auf Anregung von Franz Werfel, durch Vermittlung der American Guild for German Cultural Freedom für sich und seine Frau Friederike Blumenfeld eine Einreiseerlaubnis nach Großbritannien. Allerdings war er zeitweise als „Feindlicher Ausländer“ in Devon und auf der Isle of Man interniert. Nach der Entlassung arbeitete Thoor in Heimarbeit für einen Londoner Goldschmied.
Die Zeit des Exils, die bei Thoor mit einer Distanzierung vom Kommunismus einherging, führte zur zunehmenden Isolierung des Autors, von dem zu Lebzeiten nur ein Gedichtband erschien. Seine Werke nahmen mehr und mehr mystischen Charakter an und beschworen eine idealisierte, traditionelle bäuerliche Welt. Thoor kehrte nur noch für zwei kurze Besuche nach Deutschland und Österreich zurück; er starb 1952 in Lienz in Osttirol an einem Herzanfall. Der Dichter wurde auf dem neuen Friedhof in Lienz beigesetzt.
Thoors Werk, das überwiegend aus sehr formstrenger Lyrik (häufig in Sonettform) besteht, ist in seiner frühen Phase der Vagantenlyrik zuzurechnen, das Spätwerk hingegen einer sehr eigenwilligen Spielart der religiösen Dichtung.

## Werke
- Sechs Gedichte. In: Mass und Wert, 1939 (hrsg. von Thomas Mann und Ferdinand Lion)
- Sonette. Nest-Verlag, Nürnberg 1948
- Gedicht: In einem Haus (ca. 1949/1950)
- Die Sonette und Lieder. L. Schneider, Heidelberg 1956 (hrsg. von Alfred Marnau)
- Dreizehn Sonette. Eremiten-Presse, Stierstadt im Taunus 1958 (hrsg. von Wilhelm Sternfeld)
- Das Werk. Sonnette – Lieder – Erzählungen. Europäische Verlagsanstalt, Frankfurt am Main 1965 (hrsg. von Michael Hamburger)
- Gedichte. Suhrkamp, Frankfurt am Main 1975 (Neuauflage 2005, hrsg. von Peter Hamm)
- Das Werk. Wallstein, Göttingen 2013 (hrsg. auf Grundlage der von Michael Hamburger besorgten Edition und mit einem Essay von Michael Lentz), ISBN 978-3-8353-0527-4.